# City, University of London
A City, University of London (CUL) é uma universidade britânica situada na cidade de Londres, Reino Unido. É uma faculdade constituinte da Universidade de Londres desde 2016. Foi fundada em 1894 Instituto Northampton, tendo se tornado universidade (The City University) em 1966, através de uma carta régia da Rainha Elizabeth II.. A Faculdade de Direito da Corte (Inns of Court School of Law), que se fundiu com a universidade em 2001, foi fundada em 1852, sendo considerada a parte constituinte mais antiga da Universidade.
A universidade tem uma reputação internacional de alta qualidade em pesquisa, estando entre as 500 melhores universidades do mundo .  